# Joanna Grzesiak
Joanna Grzesiak (ur. 15 sierpnia 1980) – polska wieloboistka, halowa mistrzyni Polski, reprezentantka Polski.

## Kariera sportowa
Była zawodniczką Lechii Gdańsk i AZS-AWFiS Gdańsk
Na mistrzostwach Polski seniorek na otwartym stadionie zdobyła osiem medali w tym dwa srebrne w siedmioboju (2001, 2003), trzy brązowe w siedmioboju (2002, 2004, 2005), jeden brązowy w biegu na 100 m ppł (2002) i dwa brązowe w sztafecie 4 x 100 metrów (2002, 2006). W halowych mistrzostwach Polski seniorek wywalczyła złoty medal w pięcioboju w 2007, w tej samej konkurencji wywalczyła także trzy srebrne medale (2002, 2003, 2004), jeden srebrny medal zdobyła w biegu na 60 m ppł (2005), jeden brązowy wywalczyła natomiast w biegu na 200 metrów (2005.
Trzykrotnie reprezentowała Polskę w Pucharze Europy w wielobojach: w 2002 zajęła 16. miejsce z wynikiem 5708, w 2003 - 9. miejsce z wynikiem 5818, w 2007 - 18. miejsce z wynikiem 5450.
Rekordy życiowe:
- 200 m - 24,73 (19.08.2006)
- 400 m - 56,94 (6.05.2006)
- 800 m - 2:10,13 (5.06.2005)
- 100 m ppł - 13,51 (4.06.2005)
- skok w dal - 6.19 (21.02.2004)
- skok wzwyż - 1,69 (4.06.2005)
- pchnięcie kulą - 12,68 (21.02.2004)
- rzut oszczepem - 35,73 (20.08.2006)
- siedmiobój - 5982 (5.06.2005)
- 60 m - 7,85 (1.03.2003)
- 60 m pł - 8,35 (12.02.2005)
- pięciobój - 4256 (1.03.2003)